# Lärare i fritidshem
En lärare i fritidshem arbetar oftast med barn i åldrarna 6–12 år på fritidshem, i skolklasser och i förskoleklass, men kan även arbeta med äldre ungdomar och vuxna. Lärare i fritidshem är oftast kommunalt anställda. 
En särskild fritidspedagogutbildning skapades med start 1964 med inriktning på de allt mer förekommande fritidshemmen. Utbildningen av fritidspedagoger på högskolenivå började först 1977. Utbildningen kom mot 80-talet ha utvecklats mot en bred utbildning med inriktning mot barn och vuxnas fritid, det dominerande verksamhetsområdet har dock alltid varit och är barnomsorg inom åldrarna 6–12 år. 
När socialtjänstlagen ändrades 1995 definierades fritidshemmet som en del av skolbarnsomsorgen, vars uppgift var att komplettera skolan samt erbjuda en meningsfull fritid och stöd i barnens utveckling. Läroplanen för det obligatoriska skolväsendet 1994 (LPO 94) säger ”Det är fritidspedagogernas och övrig fritidshemspersonals ansvar, att med stöd av läroplanen och de allmänna råden, utforma en lämplig helhet för fritidshemmets uppdrag i samverkan med förskoleklass och skola.” Detta resulterade att fritidpedagogernas kom att knytas närmare skolans undervisning genom samverkan. Samtidigt har gruppstorlekarna på fritidshemmen tredubblats och personalen halverats.

## Examensbenämningar
Examensbenämningen för den högskoleutbildning som är kopplad till befattningen fritidspedagog har växlat. 
- 2011– utbildning som leder till grundlärarexamen med inriktning mot arbete i fritidshem (180 hp),[1] de första utexaminerades i slutet av vt 2014.
- 2001–2010 utbildning som ledde till lärarexamen med inriktning mot fritidshem (210-240 hp), de första utexaminerades i slutet av ht 2004.
- 1993–2000 utbildning som ledde till barn- och ungdomspedagogisk examen med inriktning mot arbete som fritidspedagog (120 p), de första utexaminerades i slutet av vt 1996.
- 1977–1992 utbildning som ledde till fritidspedagogexamen (80 p för dem som hade förpraktik av fritidshem, 50 p för den som hade lång sådan och 100 p för sådana som saknade förpraktik),[2] de första utexaminerades i slutet av ht 1978.

År 2014 har uppskattningsvis 1/4 av de utexaminerade en lärarexamen med inriktning mot fritidshem, vilket är en andel som kommer att öka med den nya utbildningen. Benämningen lärare i fritidshem förekommer därför parallellt med begreppet fritidspedagog. På en del lärosäten har studenter i den nya utbildningen kommit att kalla sig fritidslärare (ej att förväxla med fritidsledare).

## Årets lärare i fritidshem, tidigare årets fritidspedagog
Lärarförbundet i samarbete med Nationellt centrum för främjande av god hälsa hos barn och ungdom (NCFF) utdelade priset första gången år 2010, som en vidareutveckling av de två tidigare instiftar prisen årets Hk-lärare och årets idrottslärare. Under 2012 blev det klart att NCFF skulle läggas ner efter att finansieringen indragits vilket ledde till att prisen inte delades ut detta år. Lärarförbundet beslutade då överta årets fritidspedagog (samt årets Hk-lärare) och priset fick en nystart 2013. Juryn bestod då av en representant vardera från Lärarförbundets styrelse och Lärarförbundets ämnesråd för fritidspedagogik, en fritidspedagog från forskarvärlden samt föregående årets fritidspedagog. Priset består av ett diplom och en summa, där Lärarförbundet varje år har bidragit med 5 000 kr. Priset delas ut på Skolforum, sedan 2015 under ny benämning.
- Årets lärare i fritidshem 2020: Helen Lenving Ekstrand[4]
- Årets lärare i fritidshem 2019: Mattias Henriksson[5]
- Årets lärare i fritidshem 2018: Ida-Mari Bengtsson[6]
- Årets lärare i fritidshem 2017: Gustav Sundh[7]
- Årets lärare i fritidshem 2016: Frida Hake[8]
- Årets lärare i fritidshem 2015: Ann-Sofie Boström[9]
- Årets fritidspedagog 2014: Marina Bildtse Vennerholm och Jonas Wallman[10]
- Årets fritidspedagog 2013: Anette Reiver[11]
- Årets fritidspedagog 2012: ej utdelad
- Årets fritidspedagog 2011: Monica Fagerström[12]
- Årets fritidspedagog 2010: Ann Stolsner och Jonas Sundberg[13]